# Айай
Айай (араб. الاياي  , ياي ياي‎; aiyai, aiyâi, aiyāi, aïyaï, ayèye, ayieye, ayaia, ay-ay, aï-aï, aye! aye!, yey yey, eye-yieye, yaye-yaye, iyaye-iyaye) — жанр традиционной музыки в Алжире, распространенный преимущественно среди арабоязычных бедуинов улед наиль (араб. أولاد نايل‎, фр. Ouled Naïl) в районе одноименного хребта Улед Наиль в восточной части Сахарского Атласа, в провинции Бискра и соседних провинциях. В типичном случае «айай» представляет собой неметрическое сольное пение в сопровождении одной или нескольких продольных флейт гасба без перкуссии. Музыкальный склад — монодический. Тексты — на местном разговорном диалекте арабского языка. Название жанра происходит от характерного припева, условно передаваемого на письме как повторяющийся слог «ай», «йа», «йай» и т. п. Наличие этого припева не является обязательным, однако он встречается в большинстве образцов жанра.
«Айай» представляет собой один из жанров традиционной музыки указанного региона (восточный Сахарский Атлас и Бискра), обобщенно называемых в Алжире «сахарская музыка» (фр. musique sahraoui), «сахарское пение» (фр. chant saharien), «наили» (Naïli). Обобщённый термин «сахарская музыка» не исчерпывает картины музыкальных традиций народов Сахары и прилегающих регионов, которая в действительности многообразна.